# Johann Heinrich Gossler
Johann Heinrich Gossler (28 de marzo de 1775 - 3 de abril de 1842) fue un banquero hamburgués y gran burgués, un miembro de la dinastía de banqueros Berenberg-Gossler-Seyler, copropietario (desde 1798) del Berenberg Bank y senador por Hamburgo, desde 1821. 
Hijo de Johann Hinrich Gossler y de Elisabeth Berenberg (1749–1822), y cuñado de Ludwig Erdwin Seyler. Era el padre del Alcalde de Hamburgo Hermann Gossler y abuelo del Barón Johann von Berenberg-Gossler (1839–1913). Y bisabuelo del Alcalde Johann Heinrich Burchard.